# 光明サゴリ駅
光明サゴリ駅（クァンミョンサゴリえき）は大韓民国京畿道光明市光明3洞にある、ソウル交通公社7号線の駅。駅番号は(748)。

## 駅構造

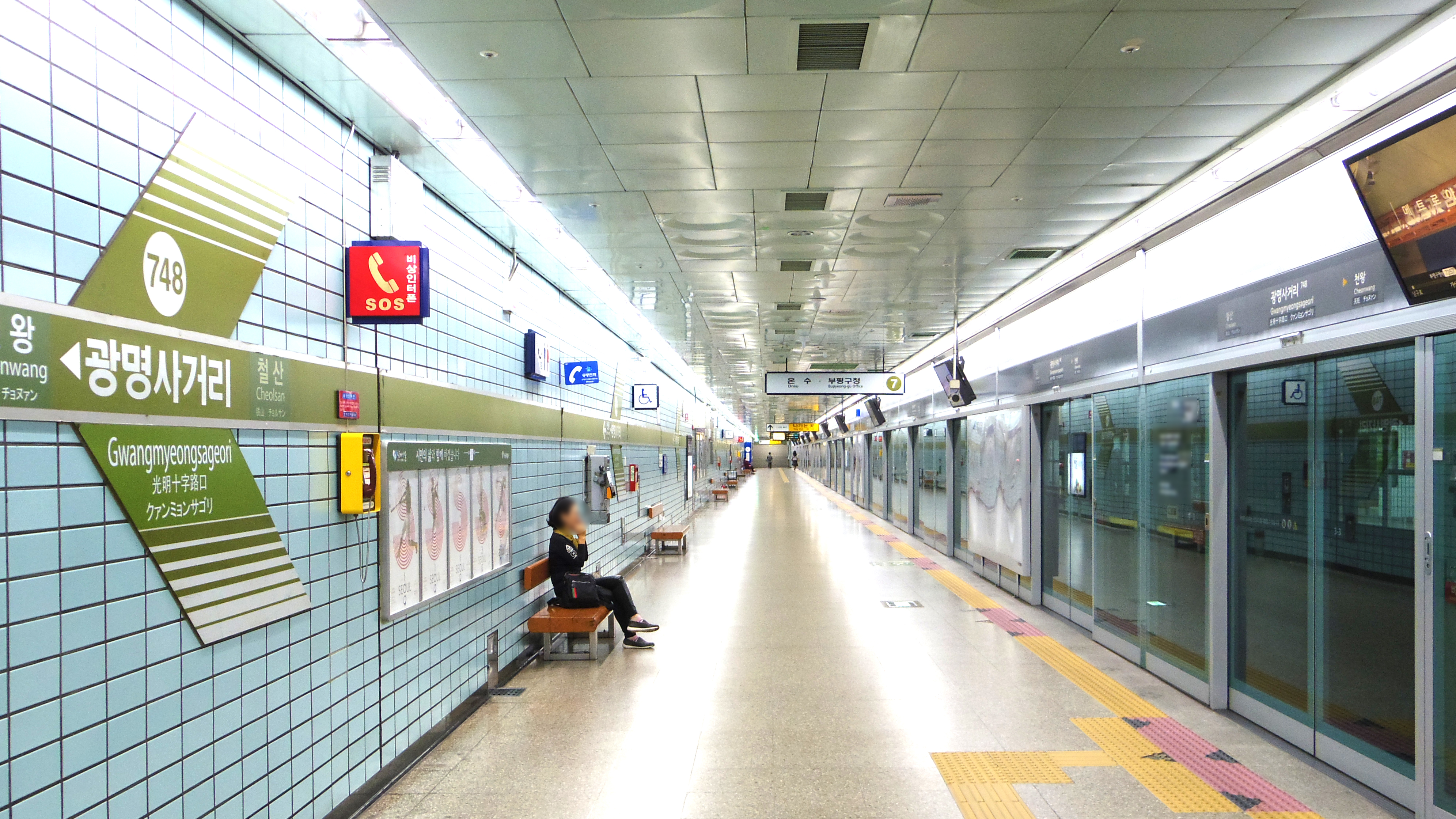
ホーム

島式ホーム1面2線と単式ホーム1面1線、合計2面3線を有する地下駅。スクリーンドアが設置されている。
改札口はホーム両端付近に別個に設置されている。化粧室は改札外にある。
出入口は1番から10番までの計10ヶ所ある。

### のりば
- 案内上ののりば番号は設定されていない。

| 上り（外側） | 7号線 | 当駅発 大林・高速ターミナル・建大入口・長岩方面 |
| 上り（内側） | 7号線 | 大林・高速ターミナル・建大入口・長岩方面        |
| 下り         | 7号線 | 天旺・温水方面                                  |

## 利用状況
近年の一日平均利用人員推移は下記のとおり。なお、2000年は開業日の2月29日から12月31日までの307日間の平均である。
| 路線  | 路線     | 2000年 | 2001年 | 2002年 | 2003年 | 2004年 | 2005年 | 2006年 | 2007年 | 2008年 | 2009年 | 出典  |
| ----- | -------- | ------ | ------ | ------ | ------ | ------ | ------ | ------ | ------ | ------ | ------ | ----- |
| 7号線 | 乗車人員 | 14,848 | 20,687 | 23,477 | 24,317 | 24,611 | 25,226 | 26,020 | 26,094 | 26,226 | 26,269 | [ 1 ] |
| 7号線 | 降車人員 | 13,478 | 18,584 | 21,012 | 22,183 | 22,563 | 23,033 | 23,129 | 23,264 | 23,424 | 24,255 | [ 1 ] |
| 7号線 | 乗降人員 | 28,326 | 39,271 | 44,489 | 46,500 | 47,174 | 48,259 | 49,149 | 49,358 | 49,650 | 50,524 | [ 1 ] |
| 路線  | 路線     | 2010年 | 2011年 | 2012年 | 2013年 | 2014年 | 2015年 | 2016年 |        |        |        | [ 1 ] |
| 7号線 | 乗車人員 | 27,250 | 28,391 | 29,056 | 29,271 | 28,857 | 28,268 | 27,842 |        |        |        | [ 1 ] |
| 7号線 | 降車人員 | 25,619 | 26,756 | 27,550 | 27,877 | 27,516 | 27,136 | 26,934 |        |        |        | [ 1 ] |
| 7号線 | 乗降人員 | 52,869 | 55,147 | 56,605 | 57,148 | 56,373 | 55,404 | 54,776 |        |        |        | [ 1 ] |

## 駅周辺
- クロアンス
- ロッテシネマ 光明
- イーマート 光明店
- 光明3洞住民センター
- 光明初等学校
- 光明南初等学校
- 光明西初等学校
- 光明市場
- 光明延世病院
- 牧甘川
- 光明スピードム

## 歴史
- 2000年2月29日 - 光明駅として開業。
- 2004年3月29日 - KTXの光明駅と区別するため光明サゴリ駅へ駅名を変更。

## 隣の駅
ソウル交通公社
 7号線
鉄山駅 (747) - 光明サゴリ駅 (748) - 天旺駅 (749)